# NGC 5022
NGC 5022 est une galaxie spirale vue par la tranche et située dans la constellation. de la Vierge. Sa vitesse par rapport au fond diffus cosmologique est de 3 315 ± 23 km/s, ce qui correspond à une distance de Hubble de 48,9 ± 3,4 Mpc (∼159 millions d'al). NGC 5022 a été découverte par l'astronome allemand Wilhelm Tempel en 1881.
La classe de luminosité de NGC 5022 est II et elle présente une large raie HI. Elle renferme également des régions d'hydrogène ionisé.
À ce jour, deux douzaines de mesures non basées sur le décalage vers le rouge (redshift) donnent une distance égale à 40,154 ± 7,278 Mpc (∼131 millions d'al), ce qui est à l'intérieur des valeurs de la distance de Hubble. Notons que c'est avec la valeur moyenne des mesures indépendantes, lorsqu'elles existent, que la base de données NASA/IPAC calcule le diamètre d'une galaxie et qu'en conséquence le diamètre de NGC 5022 pourrait être d'environ 54,9 kpc (∼179 000 al) si on utilisait la distance de Hubble pour le calculer.

## Groupe de NGC 5018
Sur la sphère céleste, la galaxie NGC 5022 est située à proximité des trois galaxies du groupe de NGC 5018 et de cette dernière, mais elle n'est pas incluse dans ce groupe étant située un peu plus loin.

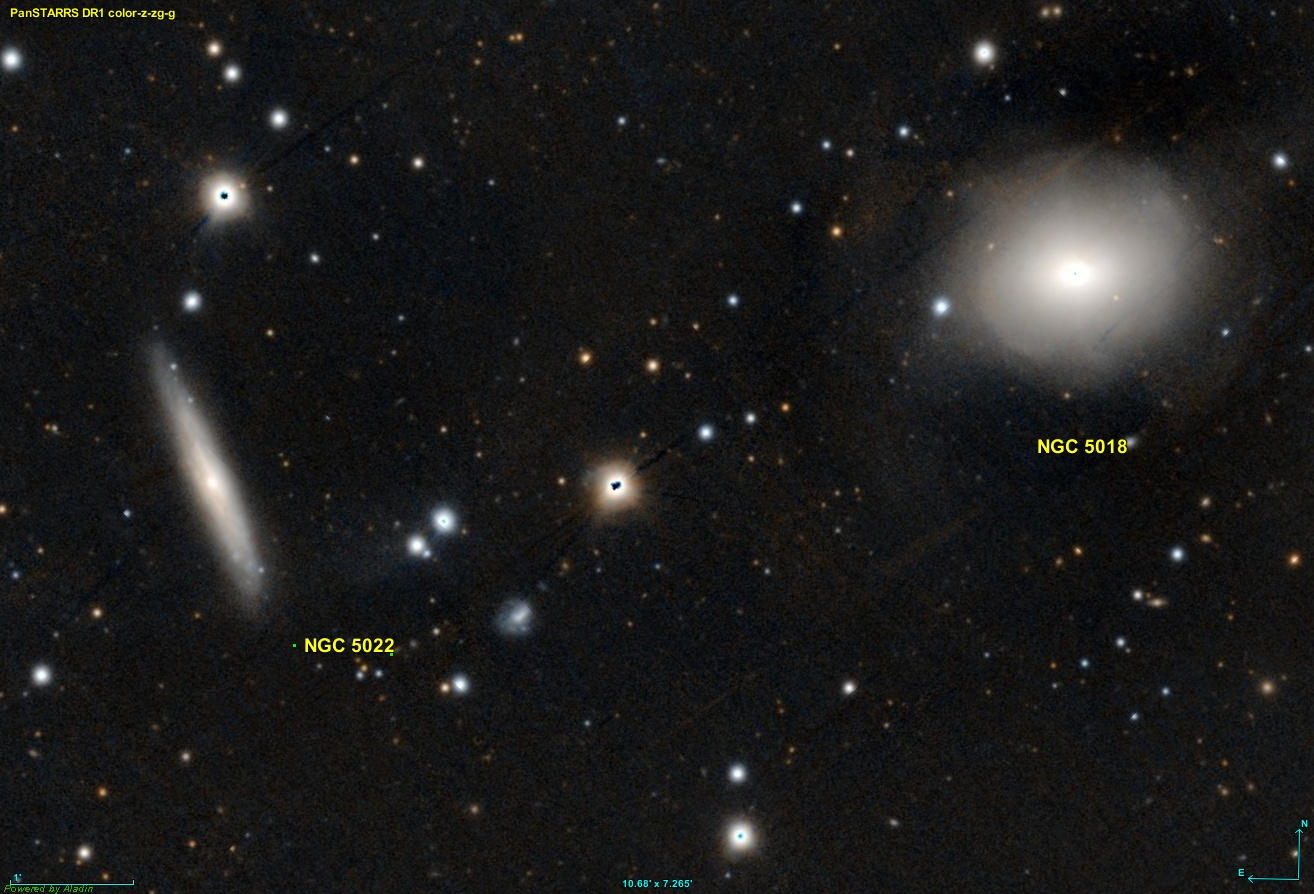
NGC 5022 et NGC 5018.